# إدوارد إس. مورس
إدوارد إس. مورس (بالإنجليزية: Edward S. Morse)‏ هو عالم حيوانات وعالم إنسان أمريكي، ولد في 18 يونيو 1838 في بورتلاند في الولايات المتحدة، وتوفي في 20 ديسمبر 1925 في سالم في الولايات المتحدة بسبب نزف مخي.

## وصلات خارجية
- إدوارد إس. مورس على موقع الموسوعة البريطانية (الإنجليزية)